# 沃格尔绍阶梯

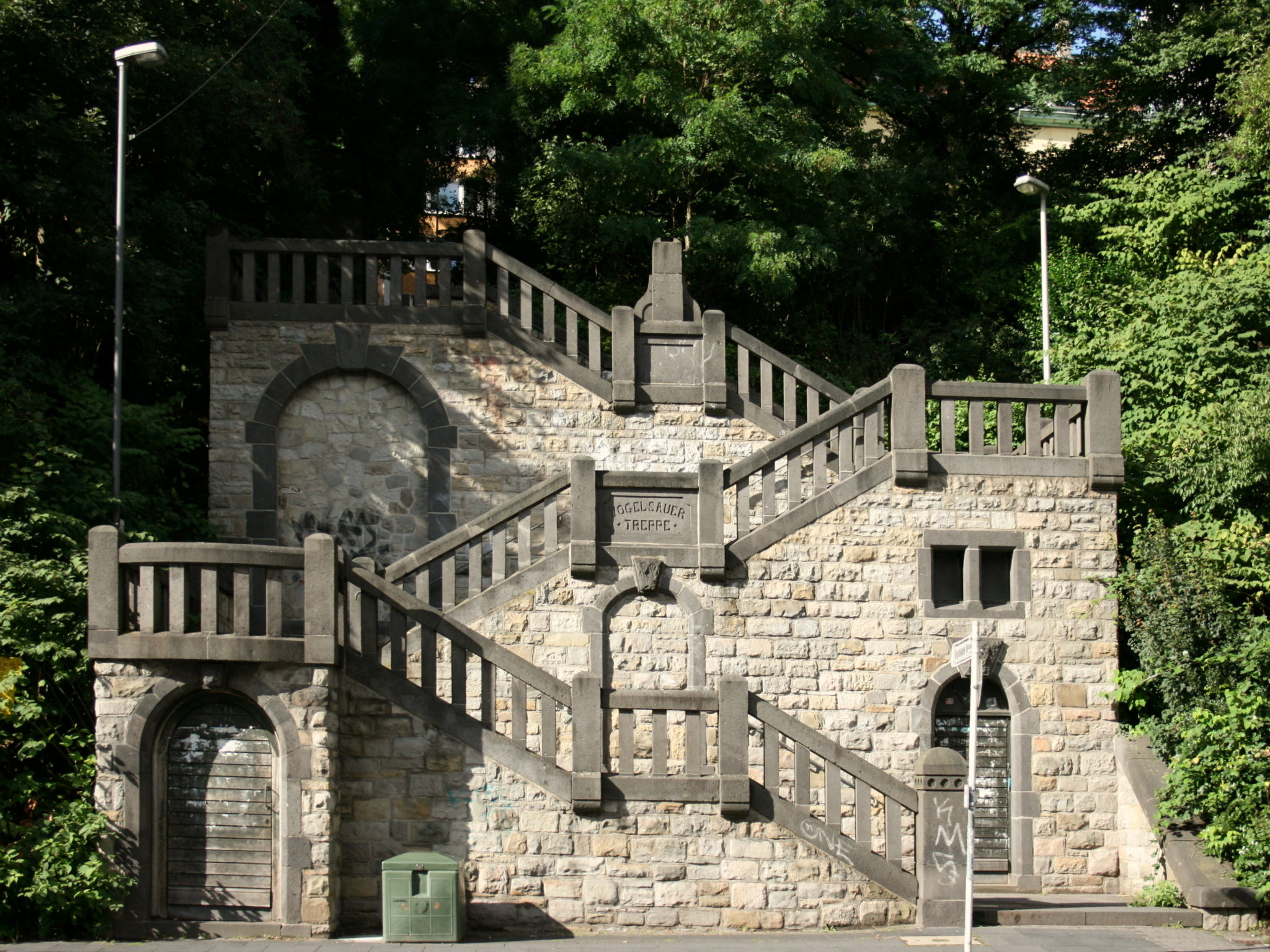
下部

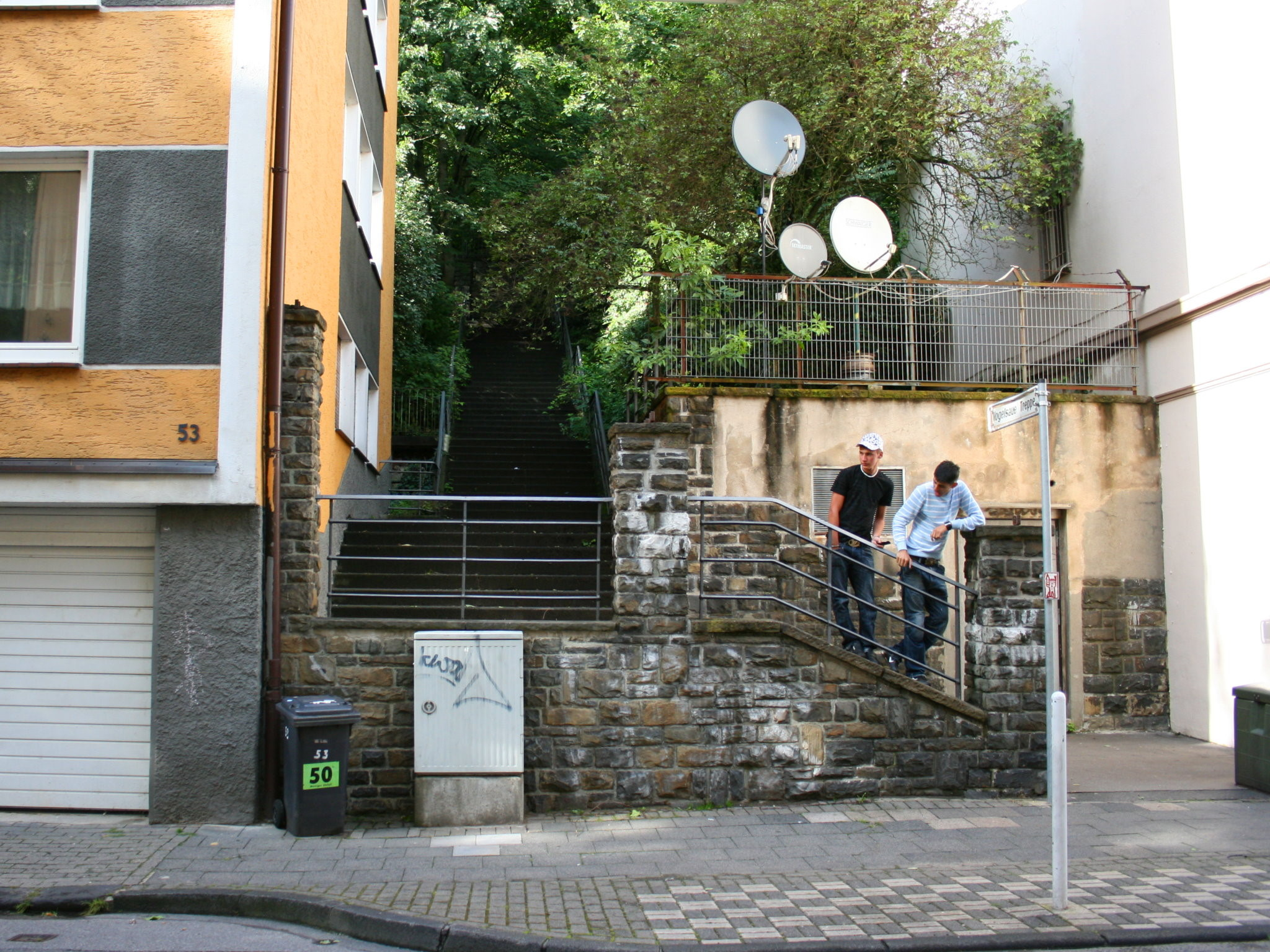
上部

沃格尔绍阶梯（Vogelsauer Treppe）是德国伍珀塔尔市埃尔伯费尔德区的一处挂牌保护建筑，分为下部和上部。下部建于1904年，上部建于1929年左右，131级台阶  。